# Nicolai Brechling
Hans Kristian Nicolaj Brechling (13. april 1883 i Bellinge – 31. marts 1935) var en dansk manuskriptforfatter og skuespiller, som medvirkede i en række stumfilm.
Han debuterede i 1902 i et stykke i Horsens og turnerede de næste fem år på forskellige provinsscener og kom i 1907 til Dagmarteatret i København og i 1910 til Det kongelige Teater, hvor han blev i tre år, før han skiftede til Casino en enkelt sæson og dernæst tre år på Det ny Teater og så tilbage til Casino i 12 år.
Han debuterede hos Nordisk Film i 1910 og medvirkede 1911-12 i nogle få film. Desuden medvirkede han i få film fra andre selskaber inkl. en svensk og har været manuskriptforfatter på en række andre. I 1934 blev han biografdirektør i København.
Han døde den 31. marts 1935 og ligger begravet på Solbjerg Parkkirkegård på Frederiksberg.

## Filmografi
- Elskovsbarnet (som Baron d'Aurignac; ukendt instruktør, 1910)
- Spøgelset i Gravkælderen (som Fætter Gottlob; instruktør August Blom, 1910)
- Spaakonens Datter (som Helvig, Ellinors forlovede; instruktør August Blom, 1911)
- Mormonens Offer (som telegrafist på skibet; instruktør August Blom, 1911)
- Nøddebo Præstegaard (som Frederik Knabstrup, stud. jur.; instruktør Frederik Schack-Jensen, 1911)
- Stævnemødet i Frederiksberg Have (som Carl, løjtnant; instruktør William Augustinus, 1911)
- For aabent Tæppe (som Preben Winge, skuespiller; instruktør August Blom, 1912)
- Damernes Blad (som yngste journalist; instruktør August Blom, 1912)
- Den Undvegne (som Fange Nr. 1; instruktør August Blom, 1912)
- Forstærkningsmanden (som Løjtnant Ancher; instruktør H.O. Carlsson, 1912)
- Eventyr paa Fodrejsen (som Hans Mortensen kaldet Skriverhans; instruktør August Blom, 1912)
- Tiger-Komtessen (som Baron Reuter; ukendt instruktør, 1914)
- Hans rigtige Kone (som Schwindelmeyer, forsikringsagent; instruktør Holger-Madsen, 1917)
- Filmens Helte (som filminstruktøren; instruktør Lau Lauritzen Sr., 1928)
- Kärlekens offer (som Edvin Holm, ingeniør; instruktør Poul Welander; 1912; Sverige)

### Som manuskriptforfatter
- Folkets Vilje (instruktør Eduard Schnedler-Sørensen, 1911)
- Eventyr paa Fodrejsen (instruktør August Blom, 1912)
- Vampyrdanserinden (instruktør August Blom, 1912)
- Naar Hjertet staar i Brand (instruktør Eduard Schnedler-Sørensen, 1912)
- Trold kan tæmmes (instruktør Holger-Madsen, 1912)
- Troskabsprøven (instruktør William Augustinus)